# Giuseppe Leone (fotografo)
Giuseppe Leone (Ragusa, 24 dicembre 1936 – Ragusa, 17 aprile 2024) è stato un fotografo italiano. Noto soprattutto per aver raccontato i paesaggi e i costumi della Sicilia a partire agli anni '50, pubblicò oltre 50 volumi con vari editori come Sellerio, ERI, Electa e Bompiani e realizzò mostre in Italia e all'estero.
Nel suo stile predilesse il bianco e nero perché ‹‹il bianco e nero è l'interpretazione della natura e delle sue trasformazioni, il colpo d'occhio che scarica da ogni orpello un'immagine per dare senso a quello che è l'essenza di ciò che vedi››. Tuttavia, i suoi scatti in cibachrome di contesti costieri furono spesso accostati ai colori del suo amico Piero Guccione, mentre quelli immortalanti la vita quotidiana furono espressione di una vicinanza alla poetica di Renato Guttuso.

## Biografia
Figlio dell'organista della cattedrale di Ragusa, ad appena sei anni iniziò a seguire il padre durante le celebrazioni dei matrimoni. Nella grande chiesa barocca rimase affascinato da quegli spettacoli straordinari. Il padre avrebbe voluto che anche lui facesse l'organista, tuttavia egli fu maggiormente propenso a diventare un pittore. Vedendo all'opera il fotografo Antoci proprio durante un matrimonio, gli chiese di essere preso nella sua bottega. Entrò così a 14 anni per la prima volta in una camera oscura. Già nel 1952 scattò una delle sue fotografie più famose: il treno con la locomotiva a vapore in transito sul ponte sul torrente San Leonardo con Ragusa Ibla sullo sfondo. A 21 anni, acquistata la prima macchina fotografica a soffietto, aprì il suo studio dedicato soprattutto alle foto dei matrimoni. Al tempo stesso continuò un lavoro personale di testimonianza, di scavo, di indagine, al limite della vivisezione, del paesaggio siciliano che da allora non si interruppe più per quasi 70 anni.
L'esperienza di fotografo di matrimoni lo aiutò a sviluppare una capacità di scavo antropologico anche nella ricerca di costumì rendendo la sua opera un unicum nel panorama dei grandi fotografi italiani a cavallo tra Novecento e XXI secolo. 
Dall'inizio degli anni Settanta in poi, le sue fotografie vennero accompagnate dai testi dei più importanti intellettuali e scrittori siciliani.
In procinto di pubblicare tre nuovi libri, Giuseppe Leone morì a Ragusa il 17 aprile 2024 all'età di 87 anni, quattro giorni dopo un attacco ischemico. Il 12 aprile 2025 all'Auditorium San Vincenzo Ferreri di Ragusa fu inaugurata la mostra postuma Grand Tour Sicilia Campania per ricordare il maestro ad un anno dalla morte: l'iniziativa fu prodotta dal Premio Penisola Sorrentina con il coordinamento di Mario Esposito ed Emanuela Alfano nell'ambito del progetto Promenade Méditerranéenne sostenuto dal Ministero della Cultura per Strategia Fotografia 2024.

## L'attività

### La fotografia antropologica
L'incontro all'inizio degli anni Settanta con l'antropologo Antonino Uccello poco dopo l'inaugurazione della sua Casa-Museo a Palazzolo Acreide, lo spinse con maggiore decisione verso la fotografia antropologica, ossia la fotografia alla ricerca dei costumi ma anche del duro lavoro e delle condizioni sociali della Sicilia interna. Sebbene egli amasse definire le sue immagini neorealiste in quanto legate al mondo operaio, contadino, alle miniere d'asfalto del ragusano, la sua fotografia si spinse oltre la poetica neorealista per avvolgere con una intensa pietas i soggetti, soprattutto nel rappresentare il mondo soppiantato dall'incedere della modernità.

### Lo studio sul paesaggio
Nell'estetica di Leone il paesaggio non fu mai inteso come un fondale inerme delle azioni degli uomini ma, al contrario, un elemento vivo e con essi interagente, agente modificatore e da essi modificato. Questa coevoluzione si sviluppa in armonia fino a quando la hybris dell'uomo determina la perdita di questo contatto. Nei suoi quasi settanta anni di attività Leone testimoniò una transizione a volte lenta, a volte improvvisa, del paesaggio agrario siciliano verso un nuovo assetto dove il filo che per millenni legò gli uomini alla terra parve costantemente sul punto di perdersi. Analogamente, testimoniò la grandezza della civiltà urbana siciliana e delle architetture, dalle più imponenti alle più umili determinando, tra l'altro, la scoperta del liberty minore del ragusano e dell'architettura rurale degli Iblei. Amico personale di Leonardo Sciascia, Vincenzo Consolo e Gesualdo Bufalino, fu l'unico non scrittore sempre invitato nella casa di campagna dello scrittore di Racalmuto durante gli incontri tra i tre intellettuali, testimoniati anche con alcuni dei suoi scatti più famosi pubblicati in tutto il mondo. Fu proprio Sciascia ad introdurlo nell'editoria più prestigiosa: nel 1983 pubblicò per Electa La contea di Modica con testo dello stesso scrittore di Racalmuto e Piazza Armerina medievale con testo di Ignazio Nigrelli. 
Al contrario di tanti altri grandi fotografici siciliani suoi contemporanei, decise di non lasciare la sua Ragusa dove continuò a tenere il suo studio. Per questa sua ostinazione a rimanere in Sicilia venne indicato come un "siciliano di scoglio".

## Opere (parziale)
- (con testo di Antonino Uccello), La civiltà del legno in Sicilia, Cavallotto, Catania, 1973
- (con testo di Rosario Assunto e Mario Giorgianni), La pietra vissuta, Sellerio, Palermo, 1978
- (con testo di Gaetano Ganci), Ragusa barocca, Sellerio, Palermo, 1982
- (con testo di Leonardo Sciascia, La contea di Modica, Electa, Milano, 1983
- (con testo di Ignazio Nigrelli), Piazza Armerina medievale. Note di vita artistica, sociale e culturale del XII al XV secolo, Electa, Milano, 1983
- (con testi di Leonardo Sciascia, Gesualdo Bufalino e Paolo Nifosì, Mastri e Maestri nell'architettura iblea, Amilcare Pizzi Editore Cinisello Balsamo (Mi), 1985
- (con testi di Antonino Buttitta e Vincenzo Consolo Il Natale. Arte e tradizione in Sicilia, Guida, Palermo, 1985
- (con testo di Corado Sofia), Noto Città Barocca, Silvana Editoriale, Milano, 1986
- (con testo di Francesco Gallo), Forma Naturae. Suggestioni della Sicilia Iblea, Nuove edizioni Mazzotta, Milano, 1986
- (con testo di Leonardo Sciascia), Invenzione di una Prefettura, Bompiani Editori, Milano, 1987
- (con testo di Gesualdo Bufalino), L'Isola Nuda, Bompiani Editori, Milano, 1988
- (con testo di VIncenzo Consolo), Anarchia Equilibrata. Il barocco Siciliano, Il sole 24 ore, Milano, 1988
- (con testo di Michele Rak), Viaggio oltre il Barocco della Sicilia d'Oriente, Sellerio Editore, Palermo, 1989
- (con testi di Corrdo Sofia e Vincenzo Consolo), Amorosa Ortigia, Edizioni dell'Ariete Siracusa, 1989
- (con testo di Daniela Minacapilli), Il Palio dei Normanni a Piazza Armerina, Papiro editrice, Enna, 1989
- (con testi di Vincenzo Consolo e Cesare DeSeta), Sicilia teatro del mondo, Nuova Eri, Torino,	1990
- (con testo di Corrado Sofia), Noto le pietre sacre del Barocco, Edizioni Electa, Milano, 1991
- (con testo di Vincenzo Consolo), Il Barocco in Sicilia,Bompiani Editori Milano, 1991
- (con testo di Vincenzo Consolo), La Sicilia passeggiata, Eri Edizioni Rai, Torino, 1991
- (con testi di Liliane Dufour e Henri Raymond), 1963. Catania rinascita di una città	testi, Domenico Sanfilippo Editore, Catania, 1992
- (con testo di Sebastiano Burgaretta), L'opera dell'uomo a Cava Grande del Cassibile, Libreria Editrice Urso, Avola, 1992
- (con testo di Salvatore Nigro), Sicilia Barocca, Fabbri Editori, Milano, 1994
- (con testi di Nicolò D’Alessandro e Graziella Fiorentini), La Valle dei Templi, Sellerio Editore, Palermo, 1994
- (con testo Gioacchino Falsone), I Fenici: itinerari archeologici siciliani, Ariete Kalós Palermo,	1994
- (con testo di Digo Mororio) L'isola dei Siciliani, Peliti Associati Roma, 1995
- (con testi di Antonino Buttitta e Enzo Leopardi) San Giuseppe le cene a Santa Croce Camerina, Bruno Leopardi Editore, Palermo, 1996
- (con testo di Giovanni Puglisi Carratelli), I Greci in Occidente, Bompiani Editore Milano, 1996
- (con testo di Piero Guccione, Iblei, Bruno Leopardi Editore, Palermo,	1997
- (con testo di Bruno Caruso), Madonie, Bruno Leopardi Editore, Palermo, 1997
- (con testo di Pier Luigi Cervellati), Ragusa, Bruno leopardi Editore, Palermo, 1997
- (con testo di Diego Mormorio), Feste e culti religiosi in Sicilia, Art& Edizioni, Tavagnacco (Udine),	1997
- (con testi di AA.VV.), Sicilia, Fabbri Editori, Milano, 1998
- (con testi di AA.VV.), Il ragusano, Federico Motta Editore, Milano, 1999
- (con testo di Vincenzo Consolo), Cefalù, Bruno Leopardi Editore, Palermo, 1999
- (con testo di Maria Attanasio), Il Divino e il Meraviglioso, Bruno Leopardi Editore, Palermo,	2000
- (con testo di Gioacchino Lanza Tomasi, Sicilia. Le anime del paesaggio, Bruno Leopardi Editore, Palermo, 2001
- (con testo di Bruno Caruso), Gli anni di Sciascia e Bufalino, Gruppo Editoriale Kalós, Palermo, 2001
- (con testo di Matteo Collura), La musica degli Iblei, Bruno Leopardi Editore, Palermo, 2001
- (con testo di Antonio Ragona), Caltagirone, la rocca dei vasai, Bruno Leopardi Editore, Palermo, 2001
- (con testo di Salvatore S. Nigro), Il matrimonio in Sicilia, Sellerio Editore, Palermo, 2003
- (con testo di Salvatore S. Nigro), Memorie di Sicilia. Il Natale, Kore Edizioni, Palermo, 2003
- (con testi di Salvatore Ferlita e Paolo Nifosì), La Sicilia di Andrea Camilleri, Gruppo editoriale Kalós, Palermo, 2003
- (con testi di Gesualdo Bufalino e altri), Ibla. La forma della storia, Libreria Paolino Editrice, Ragusa, 2004
- (con testo di Salvatore S. Nigro e Girolamo Garofalo), Ricordi di Natale, Edizione Kalós, Palermo, 2004
- (con testo di Salvatore S. Nigro), Sicilia, grafie di luci e ombre,  Federico Motta Editore, Milano, 2005
- (con testi di Salvatore S. Nigro  André Chastel, Immaginario barocco, Edizione Kalós, Palermo, 2006
- (con testi di Matteo Collura e altri), Altri Volti, Edizione Fondazione Gesualdo Bufalino, Comiso, 2007
- (con testi di Vincenzo Consolo e Ignazio E. Buttitta), Feste per un anno, Edizione Eidos-Fondazione Buttitta, Palermo, 2007
- (con testo di Diego Mormorio e Mario Pintagro), Sicilia Terra madre, Edizione Kalós, Palermo, 2007
- (con testo di Michele Romano), Architettura in festa nella provincia di Caltanissetta,  Regione Siciliana, Palermo, 2007
- (con testo di Michele Romano), Caltanissetta. Il volto nisseno tra sacro e profano,	Regione Siciliana, Palermo, 2007
- (con testo di Salvatore S. Nigro), Atlante Ennese, Edizione 24 Ore-Motta Cultura, Milano, 2008
- (con testo di Antonino Buttitta), Un Viaggio lungo mezzo secolo, Edizione Kalós, Palermo 2008
- (con testo di Salvatore S. Nigro), Leonardo Sciascia, dalla Sicilia alla Spagna, Federico Motta Editore, Milano, 2009
- (con testo di Gatano Palumbo), Siciliani in Piazza, Carlo Cambi Editore, Siena, 2010
- (con testo di Giuseppe Leone), Sicilia Patrimonio dell'Umanità, Flaccovio Editore, Palermo, 2012
- (con testo di Salvatore Ferlita), L'Isola Immaginaria – Camilleri e la Sicilia, Edizione Kalós, Palermo, 2013
- (con testo di Giuseppe Leone), Sicilia, l'isola del pensiero, Edizione Postcart, Roma, 2015
- (con testo di Salvatore S. Nigro), Storia di un'amicizia, Edizione Postcart, Roma, 2015
- (con testo di Grazia Dormiente Gribaudo), Modica e la storia del suo cioccolato – IF idee editoriali Feltrinelli srl, Milano, 2015
- (con testo di Salvatore S. Nigro), Sicilia | un paese in posa, Plumelia edizioni, Bagheria, 2018
- (con testi di AA.VV.), Bufalino. Camarina e dintorni, Kromato edizioni, Ispica, 2020
- (con testi di AA.VV.), Metafore, Fondazione Elisabetta Sgarbi – La Nave di Teseo, Milano, 2021
- (con testi di Vincenzo Consolo e Gianni Turchetta), La Sicilia Passeggiata, Mimesis Edizioni, Milano, 2021
- (con testi di Mario Esposito e Concetto Prestifilippo), Viaggio in Campania, Plumelia Edizioni, Bagheria, 2022
- (con testo di Concetto Prestifilippo), Pausa Pranzo, Plumelia Edizioni, Begheria, 2022
- (con testi di Salvatore Silvano Nigro, Piero Guccione, Lanfranco Colombo e Giuseppe Leone), Iblei. Qui è un'altra Sicilia, Plumelia Edizioni, Begheria, 2023

## Mostre personali
- 1984: Madrid, Istituto Italiano di Cultura
- 1991: Milano, Galleria fotografica “il Diaframma”
- 1993: Parigi, Istituto Italiano di Cultura
- 1995: New York, New York University
- 1996: Roma, Palazzo Borghese – Galleria Peliti
- 1996: Edimburgo, Istituto Italiano di Cultura
- 2000: New York, New York University
- 2000: Acqui Terme, Viaggio negli Iblei - Galleria Bottega d'Arte
- 2001: Barcellona, Istituto Italiano di  Cultura
- 2003: Milano, Immaginario barocco – Teatro Dal Verme
- 2003: Noto, Immaginario barocco
- 2005: Stoccolma, Quasimodo
- 2005: Palermo, L'Eros
- 2006: New York, Immaginario Barocco– New York University
- 2007: Bruxelles, Wonders of Italy, I Luoghi dell'UNESCO
- 2007: Palermo, Feste per un Anno – Fondazione Ignazio Buttitta
- 2007: Chicago, Istituto Italiano di Cultura
- 2007: Catania, Immaginario Barocco - Ciminiere
- 2007: Comiso, Altri Volti – Fondazione Bufalino
- 2007: Rovigo, Immaginario Barocco
- 2007: Palermo, Impressioni in Sicilia
- 2007: Cleveland, Immaginario Barocco e Feste Religiose
- 2007: San Francisco, Eros in Sicilia
- 2008: San Francisco, Immaginario Barocco
- 2008: Bagheria, Un viaggio lungo mezzo secolo - Villa Cattolica
- 2008: Comiso, Cento Sicilie - Fondazione Bufalino
- 2009: Ragusa, Un viaggio lungo mezzo secolo - Galleria Degustarte Spaziostrano
- 2010: Ragusa, Sciascia dalla Sicilia alla Spagna – Galleria Degustarte Spaziostrano
- 2010: Gela, Sciascia dalla Sicilia alla Spagna - Galleria Rossini
- 2010: Sydney, Centro Culturale dell'Italian Forum – Sicilian Squares in Australia
- 2010: Sestri Levante, Riti e Culti in Sicilia - Palazzo Comunale
- 2010: Ragusa, Siciliani in Piazza – Galleria Degustarte Spaziostrano
- 2011: Palermo, Siciliani in Piazza – Museo Internazionale delle Marionette Antonino Pasqualino
- 2012: Catania, Med Photo Fest – Racconti del Territorio – Ciminiere
- 2013: Capo D'Orlando, Il sorriso di Consolo, il Marinaio… – Pinacoteca Comunale
- 2013: Los Angeles, Tra Mozia e Lilibeo, paesaggi e monumenti della Sicilia – Istituto Italiano di Cultura
- 2013: Ragusa, Il Natale in Sicilia – Palazzo Cosentini Ibla
- 2014: Catania, Pasqua – Museo Diocesano
- 2014, Marina di Ragusa, Intorno i tre mari – Atelier delle Raffinatezze
- 2014, Caltanissetta, Eros in Sicilia – Palazzo Moncada
- 2014, Modica, Pausa Pranzo
- 2015, Piazza Armerina,  Feste di Dio, gloria dell'Uomo – Museo Diocesano di Piazza Armerina
- 2016, Messina, Sicilia l'isola del pensiero – Galleria Magika
- 2016, Vittoria, Bufalino e il suo tempo – Convento  delle Grazie
- 2016, Scicli, Scicli – Tra Memoria e Tradizione – Museo del Costume
- 2016, Messina, Sicilia l'isola del pensiero – Magika galleria
- 2016, Bergamo, Modica e la storia del suo cioccolato – Quarenghicinquanta spazio fotografia
- 2016, Taormina, Sicilia tra luce e parola – Ex Chiesa del Carmine - In occasione di Taobuk – Festival Internazionale del libro Taormina
- 2016, Milano, Sicilia tra luce e parola – SlowSud
- 2016, Modica, Donne  – Galleria Lo Magno
- 2016, Vittoria, Bufalino e il suo tempo – Salone delle capriate - Convento delle Grazie
- 2017, Foggia, Palazzetto dell'Arte – Sicilia tra luce e Parola
- 2019, Busto Arsizio, Bottega Artigiana – Sicilia tra luce e Parola
- 2019, Sorrento,  Carnet de Voyage – Museo Correale e Residenza d'artista
- 2021, Bergamo, Metafore – Galleria Ceribelli
- 2021, Ragusa, Un trio d'autore
- 2021, Praga, 100 | Sciascia- Istituto Italiano di Cultura